# Худеков, Сергей Николаевич
Серге́й Никола́евич Худеко́в (28 ноября (10 декабря) 1837—20 февраля 1928) — русский драматург, беллетрист и либреттист, историк балета, редактор-издатель «Петербургской газеты», создатель Ерлинского и Сочинского парков-дендрариев.

## Биография
Родился 28 ноября (10 декабря) 1837 года в Москве в семье мелкопоместного дворянина Рязанской губернии, имевшего имение Бутырки в Михайловском уезде. Дворянством он был обязан своему деду, Матвею Ивановичу Худекову — он и его род решением Рязанского дворянского депутатского собрания в 1813 году были внесены в третью часть родословной книги Рязанской губернии.
Учился в 3-й московской гимназии и на юридическом факультете Московского университета (1854[уточнить]). Сергей Николаевич служил в военной службе и в 1869 году уволился из армии в чине майора.
Литературную деятельность начал в 1860 году. Он написал ряд пьес, романов, четырёхтомную «Историю танцев», несколько балетных либретто. Балет «Баядерка» по его либретто ставится до настоящего времени во многих театрах мира.
После военной службы Худеков арендовал «Петербургскую газету», а 8 июля 1871 года купил её у И. А. Арсеньева. В связи с тем, что в это время выпуск газеты был временно приостановлен, первый номер газеты нового владельца вышел только 1 августа 1871 года. До того как её владельцем стал С. Н. Худеков, это была мало распространенная газета: печаталось всего 600 экземпляров. Худеков взялся за дело энергично и сумел подобрать талантливых и полезных сотрудников. До 1875 года газета выходила четыре раза в неделю, затем — пять раз, а с 1882 года она стала ежедневной. Кроме того, она увеличилась в объёме в четыре раза. С 1893 года её главным редактором стал его сын, Николай Сергеевич Худеков.

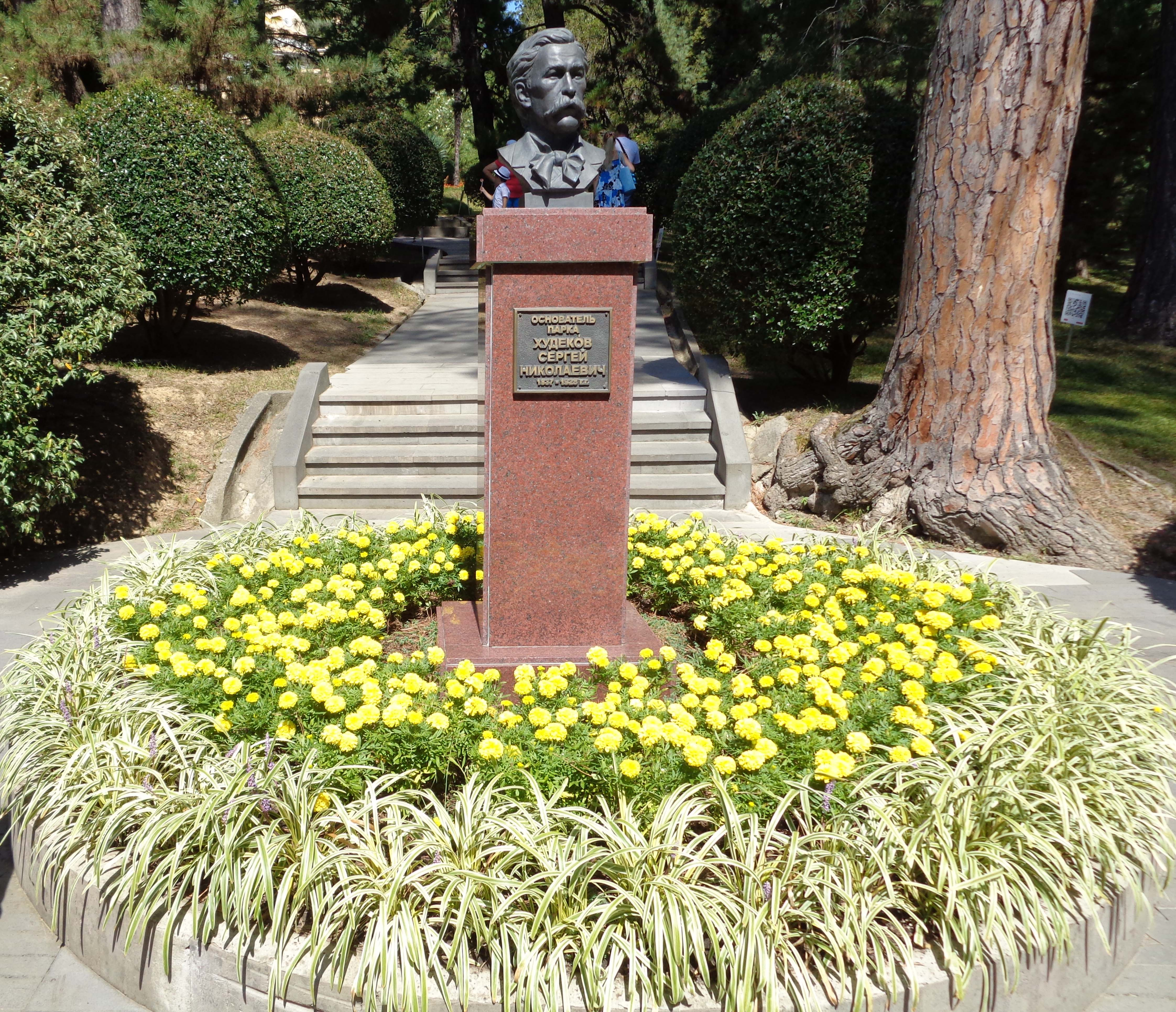
Памятник основателю парка Худекову Сергею Николаевичу

В 1870 году Худеков купил имение с большим парком в селе Ерлино Рязанской губернии и к 1890 году создал крупное, экономически крепкое хозяйство. За создание оригинального усадебного комплекса с прудами и парком-дендрарием он был награждён одной из многочисленных «золотых медалей» Всемирной выставки в Париже[уточнить].
С середины 1880-х годов был членом Императорского общества садоводства и, став в 1889 году членом правления общества, предложил проводить дважды в год выставки общества, а раз в пять лет — Всероссийскую выставку. За организацию 1-й выставки (в Санкт-Петербурге, в 1890 году) он был удостоен ордена Св. Анны 2-й степени.
Имея доходное хозяйство в Рязанской губернии, Худеков приобрел в 1889 году в Даховском посаде на южном склоне Верещагинской, ныне Лысой горы 50 десятин земли. К 1892 году территория с дикой растительностью была засажена, построена вилла «Надежда», названная в честь жены. Через 10 лет она превратилась в хорошо спланированный парк с богатой коллекцией растений — современники сравнивали его с парками А. Н. Краснова в Батуми и Н. Н. Смецкого в Сухуми. В настоящее время этот парк — ботанический сад «Сочинский дендрарий», в котором представлено более 1800 видов и форм древесных и кустарниковых растений.
Худеков известен как общественный деятель: избирался почётным мировым судьёй Санкт-Петербурга, гласным Петербургской городской Думы. В 1893 году переехал в Ерлино и был избран Скопинским предводителем дворянства. В 1897 году, избранный уездным дворянством вторично, издал отдельной брошюрой «Записку Скопинского Уездного Предводителя Дворянства», в которой изложил своё видение путей выхода из затянувшегося кризиса в сельском хозяйстве; он писал:

«Если дворянство разорено, если по условиям своей задолженности оно не в силах отстоять свои родовые гнёзда и продолжать вести сельское хозяйство, то нужно ли для нашей государственной жизни сохранение этого сословия? <…> очевидно, что культурный смысл этого сословия только тогда целесообразен, когда оно проживает на родной ниве… оторванное от земли, дворянство утрачивает своё значение и распадение его делается вполне возможным»

В 1896 году на Всероссийской выставке в Нижнем Новгороде за выращенных в Ерлино животных Худеков был удостоен четырёх золотых и одной бронзовой медалей.
Пять раз избирался и утверждался почётным мировым судьёй Михайловского уезда.
С ноября 1885 года стал членом Рязанской учёной архивной комиссии. Состоял директором литературно-художественного общества, членом комиссии по празднованию 200-летия Санкт-Петербурга.
Умер в Ленинграде. Похоронен на Никольском кладбище Александро-Невской лавры.

## Творчество
Худеков написал и переделал для сцены «Петербургские когти» (картины петербургской жизни в 4-х действиях,5 отделениях, совместно с Г. Н. Жулевым), «Герои тёмного мира» (пьеса в 4-х действиях с куплетами, совместно с Г. Н. Жулёвым), «Передовые деятели» (пьеса в 5-ти действиях), «Житейские предрассудки» (комедия в 4-х действиях, совместно с А. Н. Похвисневым), «В чём сила?», «Кассир», «На скамье подсудимых», «Княгиня Жорж» и другие.
Многие статьи Худекова написаны под псевдонимом «Жало». Отдельно были напечатаны его романы: «Балетный мирок» и «На скамье подсудимых».
В 1913—1918 годах Худеков издал роскошно иллюстрированную монографию «Историю танцев» в четырёх частях — важный источник по истории мировой и российской хореографии.

## Коллекционер
Коллекция С. Н. Худекова не была доступна для широких масс. Известный критик В. Я. Светлов в статье «Русские коллекционеры», опубликованной в парижской газете «Возрождение» в 1933 году, вспоминал:

Самым полным и обширным музеем, конечно, был театральный музей А. А. Бахрушина. Второе место принадлежало музею издателя «Петербургской газеты» С. Н. Худекову, помещавшемуся в его особняке на Стремянной улице.

В коллекции Худекова было до 15 тысяч рисунков и фотографий по истории балета, большая балетная библиотека, живопись русских художников XIX — начала XX века. Одно из периодических изданий того времени отмечало:

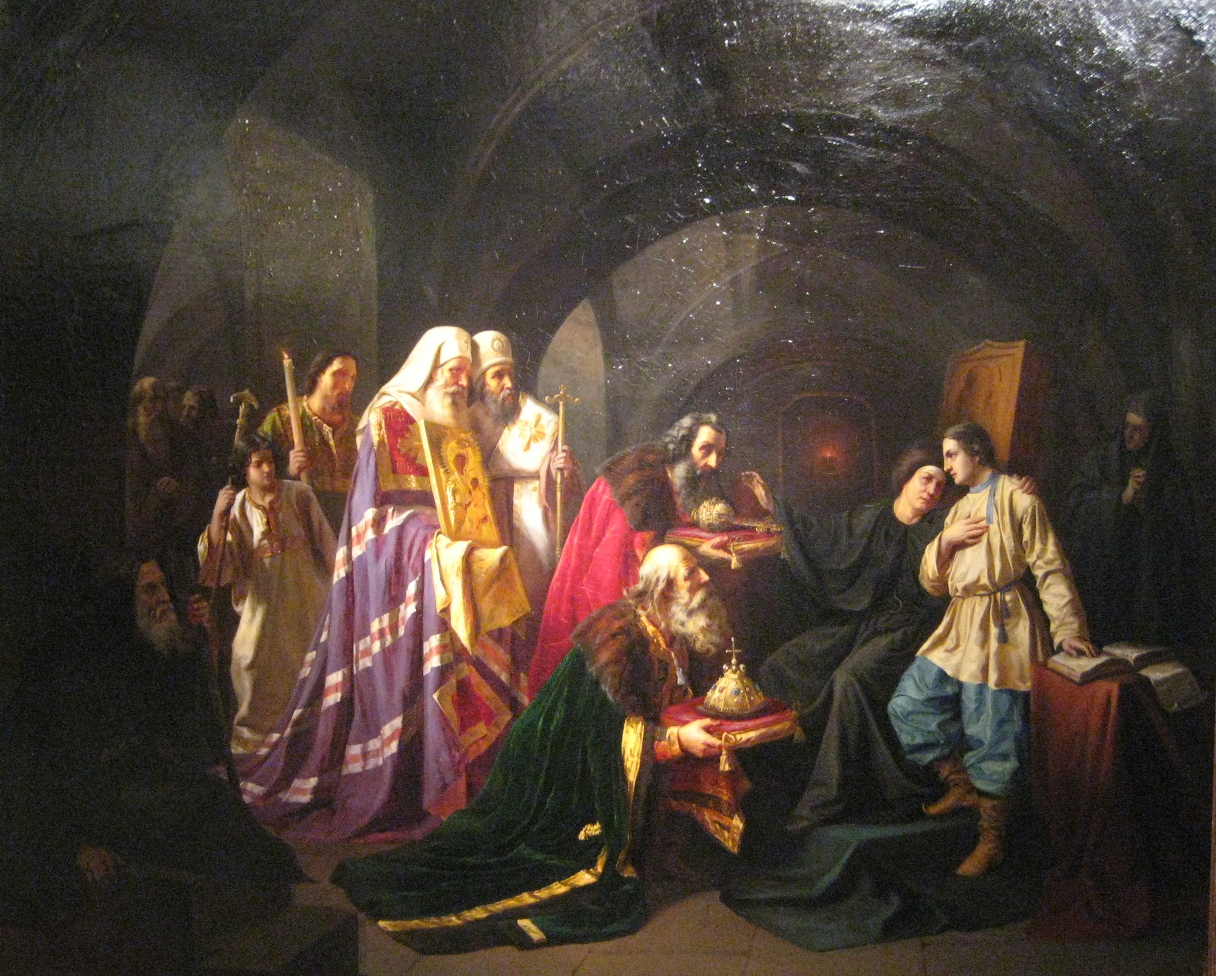
Н. С. Шустов. Избрание Михаила Фёдоровича Романова на царство

С. Н. Худеков может считаться обладателем одной из лучших картинных галерей не только в Петербурге, но и вообще в России. Во всяком случае, ни у одного из наших коллекционеров не собрана в такой полноте русская школа. Нет ни одного мало-мальски выдающегося художественного имени на протяжении полутораста лет, которое не было бы представлено в коллекции Худекова. С любовью картину за картиной, акварель за акварелью, рисунок за рисунком приобретал он изо дня в день, из года в год, не пропуская ни одной выставки, ни одного аукциона. С. Н. Худеков обладает вкусом. Это — настоящий ценитель художества…

В коллекции были представлены художники: К. Е. Маковский, Н. С. Шустов, А. О. Орловский, И. К. Айвазовский, А. А. Наумов, М. А. Зичи, К. А. Трутовский, В. Бакалович, Н. К. Рерих, К. П. Брюллов.

## Семья

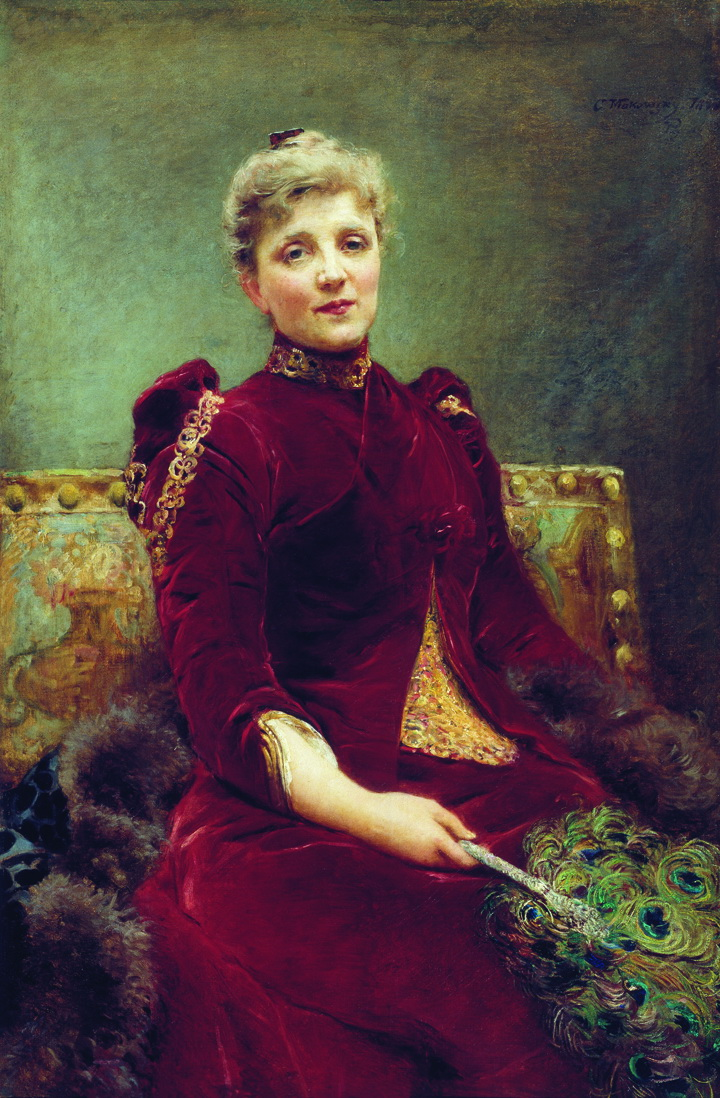
К. Е. Маковский.
Портрет Н. А. Худековой.

Жена Надежда Алексеевна (1846—1918), дочь поручика Алексея Фёдоровича Страхова, сестра писательницы Лидии Авиловой. Худеков приходился им двоюродным братом по матери. Н. А. Страхова вышла замуж за Худекова по любви «с увозом» прямо с бала, где за ней, не желавший брака с небогатым молодым человеком — не внушавшим доверия своим легкомыслием, строго следил отец. По воспоминаниям Л. А. Авиловой, её сестра «с самого замужества стала работать в газете как переводчица романов. Позже она стала писать рецензии о театре и изредка печатала собственные маленькие рассказы», много работала как переводчик с французского языка, который выучила до замужества, во время учёбы в московском пансионе. Она поддерживала мужа и в его сельскохозяйственных начинаниях: самостоятельно разводила домашнюю птицу и в 1899 году на Первой Международной выставке птицеводства в Санкт-Петербурге представила уток и гусей разных пород и получила большую золотую медаль и приз города Санкт-Петербурга.
Дети:
- Николай (27.04.1868—1912, Кёльн). В 1891 году окончил Императорское училище правоведения.
- Алексей (1869—1943)
- Михаил (25.06.1877—?)
- Сергей (28.02.1880[10]—1938). В 1900 году, вслед за братом Николаем, окончил Императорское училище правоведения. От преследования бежал на Урал и сменил фамилию на Худяков. У него родился сын Виталий; у Виталия родились пять детей: три мальчика и две девочки.

## Память
В 2014 году в Сочинском парке-дендрарии открыт после капитальной реставрации Дом-музей С. Н. Худекова с шестью залами, экспозиция которых посвящена различным областям многогранных занятий и увлечений Сергея Николаевича, воссоздан интерьер комнат и столовой. Организован музей и по крупицам собраны его экспонаты усилиями сочинских краеведов и исследователей жизни и деятельности Худекова во главе с искусствоведом Дмитрием Кривошапкой, который также является первым гидом музея.